# Cerkiew Narodzenia Pańskiego w Kolce
Cerkiew Narodzenia Pańskiego – prawosławna cerkiew parafialna w Kolce, w dekanacie lipawskim eparchii ryskiej Łotewskiego Kościoła Prawosławnego.
Prawosławna, łotewskojęzyczna parafia została erygowana w Kolce w 1885. Inicjatorem budowy na jej potrzeby wolno stojącej cerkwi był arcybiskup ryski Arseniusz (Briancew), który w czasie sprawowania urzędu przyczynił się do budowy kilkudziesięciu świątyń prawosławnych na ziemiach łotewskich. Prace budowlane rozpoczęły się w 1890, zaś w listopadzie 1892 miało miejsce uroczyste poświęcenie nowej świątyni.
Autorem projektu obiektu był eparchialny architekt Apollon Edelson. Cerkiew była wzniesiona na planie krzyża i przeznaczona dla 600 wiernych. Większość wiernych należała do ludności liwskiej, stąd część nabożeństw była odprawiana w języku liwskim. Po 1915 liczba wiernych uczęszczających do parafii w Kolce znacznie spadła, jednak parafia nie zaprzestała swojej działalności. Była czynna również w czasie II wojny światowej. Dopiero po włączeniu Łotwy do ZSRR, z powodu wysokich podatków nałożonych na parafię, w 1982 cerkiew została zamknięta i przekazana miejscowemu komitetowi wykonawczemu KPZR. Cenniejsze elementy jej wyposażenia trafiły do muzeum w Talsi.
Cerkiew została ponownie otwarta dla wiernych w 1991. 26 grudnia 1999 miało miejsce jej ponowne poświęcenie, po kilkuletnich pracach konserwatorskich i remoncie. Z muzeum wróciła część pierwotnie znajdujących się w świątyni ikon, w tym szczególnie czczona kopia Ikony Matki Bożej „Szybko Spełniająca Prośby”, wykonana w 1894 w klasztorze św. Pantelejmona na górze Athos.